# Kamureg
A Kamureg (angolul: Catfish: The TV Show) amerikai valóságshow-sorozat, amely a 2010-es Catfish című dokumentumfilmen alapul. A műsor vezetői Nev Schulman, Max Joseph és Kamie Crawford (a nyolcadik évaddal kezdve).

## Etimológia
A catfish angol szó harcsát jelent, ebben az esetben viszont arra a személyre utal, aki hamis profilt regisztrál egy adott online társkereső oldalon, és így téveszti meg a regisztrált személyeket.

## Cselekmény
A műsor a „catfish-jelenségre” (a hamis profilok világára) világít rá. Az epizódok során a társkeresőn regisztrált személy elmeséli, hogy találkozni fog egy lánnyal/fiúval, akivel a beszélgetés során megismerkedett. Azonban mindig kiderül, hogy valami nem stimmel az egészben, a műsor vezetője, Nev Schulman ezt deríti ki.

## Közvetítés
A sorozat 2012. november 12.-én debütált az MTV-n. Magyarországon korábban a VIVA TV, jelenleg az MTV vetíti.